# نيهون بونغيشا
نيهون بونغيشا (باليابانية: 株式会社日本文芸社) هي ناشر للكتب والمجلات. تأسست في يناير 1959. يقع مقرها في حي تشيودا بمدينة طوكيو عاصمة اليابان.

## المجلات
- كيبا غولد
- سكيلتون كلوب

## وصلات خارجية
- الموقع الرسمي